# Rabarber, rabarber, rabarber
Rabarber, rabarber, rabarber är en svensk kortfilm från 1991 i regi av Håkan Alexandersson. I rollerna ses bland andra Anneli Martini, Lena Strömdahl och Åsa Wallberg.

## Handling
Människor samtalar i ett kök. Viktiga frågor avhandlas och nya ställs i takt med att innehållet i flaskan sjunker.

## Medverkande
- Anneli Martini
- Lena Strömdahl
- Åsa Wallberg
- Gert Fylking
- Stefan Ekman
- Mauritz Kolbe
- Ted Åström

## Om filmen
Filmer spelades in i Sverige 1990. Manusförfattare och producent var Alexandersson och fotografer Christer Strandell och Stickan Olsson. Filmen klipptes av Alessandro Catozzo och Björn Steenbeck och premiärvisades 1991 på Göteborgs filmfestival.